# Matt Stone
Matthew Richard Stone (ur. 26 maja 1971 w Houston w Teksasie) – amerykański aktor, producent, scenarzysta i reżyser. Jeden z twórców serialu telewizyjnego Miasteczko South Park.
Jego rodzice to Gerald Whitney Stone (potomek katolickich Irlandczyków) i Sheila Lois Belasco (która była Żydówką). Został wychowany w Littleton na przedmieściach Denver. Uczył się w Heritage High School. Ukończył studia na Uniwersytecie w Boulder na kierunku film i matematyka. W 1997 roku, na antenie Comedy Central został pokazany pierwszy odcinek serialu Miasteczko South Park, który Matt stworzył razem z Treyem Parkerem.

## Filmografia

### We współpracy zTreyem Parkerem
- Team America: World Police (2004): scenarzysta, głosy, producent
- That’s My Bush! (Serial telewizyjny, 2001): współtwórca, scenarzysta, producent wykonawczy
- Miasteczko South Park (1999): głosy, scenarzysta, producent
- Bejsbolo-kosz (1998): aktor
- Miasteczko South Park (Serial telewizyjny, 1997 do dzisiaj): współtwórca, głosy, scenarzysta, muzyka, producent wykonawczy
- Orgazmo (1997): aktor, scenarzysta, producent
- The Spirit of Christmas (Jesus vs. Santa, 1996; Frosty vs. Santa, 1992)
- Cannibal! The Musical (1994): aktor, scenarzysta, producent

### Postaci wMiasteczku South Park
- Kyle i jego tata
- Kenny i jego tata
- Jimbo Kern
- Jezus
- Butters Stotch
- Saddam Husajn
- Pip
- Terrance